# Parc naturel de Nõmme-Mustamäe
Le parc naturel de Nõmme-Mustamäe (estonien : Nõmme-Mustamäe maastikukaitseala) est un parc naturel situé dans les arrondissements de Mustamäe et de Nõmme à Tallinn en Estonie,.

## Présentation
La superficie de la zone protégée est de 204 hectares.
La zone protégée a été créée en 2004. La zone protégée comprend le versant de Mustamäe, les dunes de Nõmme, les sources du parc Glehn et les zones forestières. 
Le territoire de nidification de l'autour des palombes et l’habitat permanent de la bruyère font l’objet d’une protection et d’une attention particulière.
La zone protégée a été créée à l'initiative des habitants de Nõmme et organisée par l'ONG Nõmme Tee Seltsi. La création de la zone protégée a été motivée par le danger évident que les forêts de Nõmme et Mustamäe soient détruites par la construction de routes et de logements.

## Localisation
Le parc naturel comprend le versant de Nõmme-Mustamäe avec la forêt qui l'entoure, ainsi qu'une partie du massif forestier à l'ouest du boulevard Kadaka puiestee jusqu'à la branche nord de l'ancienne voie ferrée de Hiiu à Harku. 
La longueur du parc naturel d’est en ouest est de 4,4 kilomètres. 
Sa largeur dans la direction nord-sud est très variable, allant de 800 mètres dans le quartier de la rue Trummi tänav à 40 mètres entre Lossi tänav et Külmallika tänav.
La frontière orientale du parc est la rue Tervise tänav, sa frontière occidentale est l'ancienne voie ferrée de Hiiu à Harku. 
Sa frontière nord est la rue Juhan Sütiste tee à la lisière nord de la forêt de Sütiste, en direction ouest se trouve la rue Üliõpilaste tee, la rue Külmallika tänav, le centre sportif de Nõmme, la rue Mäepealse tänav. 
La frontière sud est marquée par le cimetière de Rahumäe depuis la rue Piiri tänav en direction ouest, la rue Suusa tänav et la rue Vana-Mustamäe tänav.

## Zones protégées
Géographiquement, le parc naturel se distingue de la forêt du parc Sütiste (39,2 ha) au pied du versant de Mustamäe à l'est, de la forêt du parc Vanaka sur le versant (15,8 ha), de la forêt du parc Hüppetorni (37,6 ha), et la forêt du parc Rõõmuallik dans la partie ouest (13 ha) et la forêt de Glehn sur le versant (30,3 ha). Au coin entre la rue Trummi tänav et le boulevard Kadaka puiestee, au nord de la rue Trummi tänav se trouve la forêt du parc Kivinuki (7,8 ha) et à l'ouest du boulevard Kadaka se trouve la forêt du parc Kuusiku (39 ha).
La superficie totale du parc naturel de Nõmme-Mustamäe est de 204 ha.

## Galerie

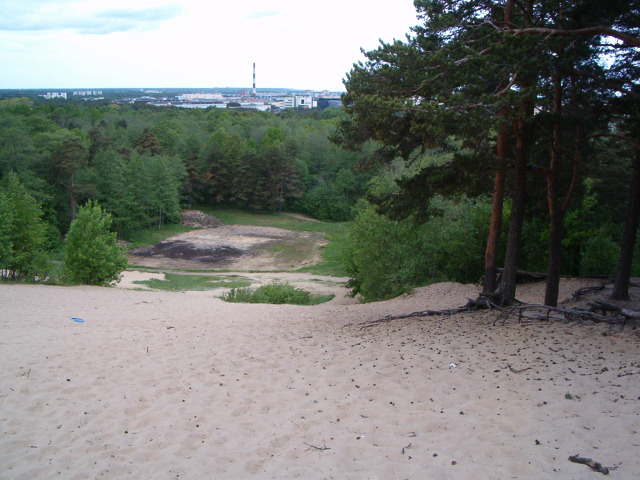
Pente de Mustamäe.
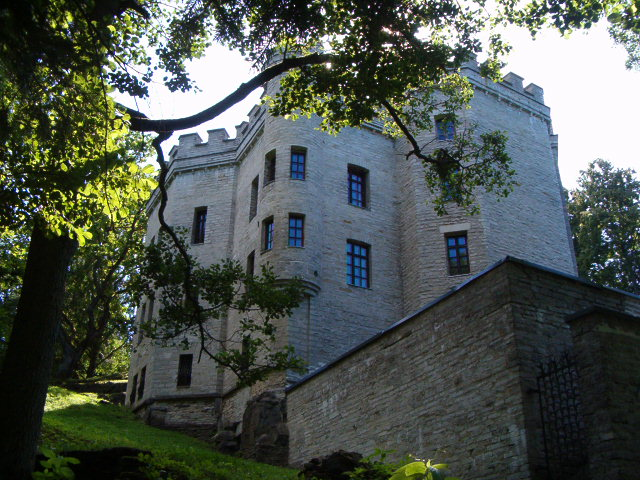
Château de Glehn
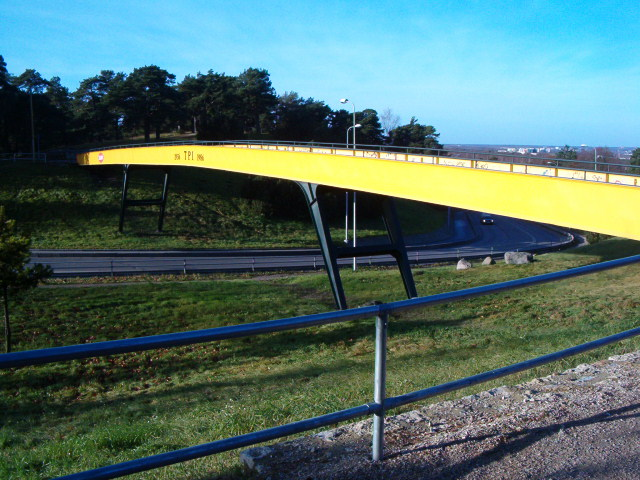
Pont des skieurs.